# Cânones de Dort
Os Cânones de Dort, ou cânones de Dordrech, intitulados formalmente como A Decisão do Sínodo de Dort sobre os Cinco Pontos Principais de Doutrina em Disputa na Holanda, são o resultado do sínodo internacional, pois não se compunha apenas de delegados das Igrejas Reformadas dos países Baixos; vinte sete representantes de Igrejas estrangeiras, tanto continentais como insulares (ilhas), também participaram, acontecido na cidade holandesa de Dordrecht, em 1618/19.
A doutrina expressa nos cânones de Dort é também conhecida como os Cinco pontos contra os Remonstrantes.